# ウィリアム・ウッドヴィル・ロックヒル

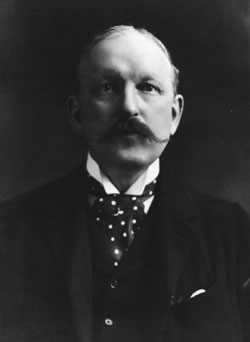
ウィリアム・ウッドヴィル・ロックヒル

ウィリアム・ウッドヴィル・ロックヒル（William Woodville Rockhill, 1854年4月1日 - 1914年12月8日）は、アメリカ合衆国の政治家、外交官、東洋学者である。

## 生涯
1854年、ロックヒルはペンシルベニア州フィラデルフィアにおいて、トマス・キャドワレイダー・ロックヒル (Thomas Cadwalader Rockhill, 1820-1849) とドロシア・アン・ウッドヴィル (Dorothea Anne Woodville, 1823-1913) の第2子として誕生した。ロックヒルはフランスのサン・シール陸軍士官学校に学び、このときにチベット語の学習を開始した。卒業後は北アフリカでフランス外人部隊として働いた。
1875年にアメリカ合衆国に帰国し、ニューメキシコ州の牧場で働いた。1881年から再びヨーロッパに渡り、3年間にわたってチベット語・サンスクリット・中国語を研究した。1883年から北京にあるアメリカ合衆国公館に勤務した（ただし無給）。このときロックヒルはラサを訪れる計画を立てた。その計画はかなわなかったが、中国西部・モンゴル・チベットを歴訪し、その結果1893年に王立地理学会の金メダルを受賞した。ロックヒルは探検の成果をスミソニアン博物館に寄贈した。
チベット学者として、ロックヒルはチベット語版の『ウダーナヴァルガ』を翻訳した。1884年、ロックヒルはチベット大蔵経をもとに『仏陀の生涯』を英語に翻訳して出版した。
ロックヒルは1894年から1896年まで第三国務次官補を、1896年から1897年まで国務次官補を務めた。そして1898年から1899年まではギリシャ、ルーマニア、およびセルビアにおいて合衆国特命全権公使を務めた。このときロックヒルはギリシャのアテネを駐在地とした。
1900年、清で義和団の乱が発生した際、ロックヒルは合衆国の特派員として北京に赴いた。その後1905年から1909年までロックヒルは清で特命全権公使を務めた。このときロックヒルが収集した希少な中国美術品は、合衆国議会図書館に収蔵されている。1908年に、亡命中のダライ・ラマ13世と会談した。ロックヒルは1909年から1911年まで駐ロシア大使を、1911年から1913年まで駐オスマン帝国大使を務めた。
ロックヒルは1914年にハワイのホノルルで死去した。ロックヒルの遺体はコネチカット州リッチフィールドのイースト墓地に埋葬された。